# Gran Premio di Germania 1957
Il Gran Premio di Germania 1957 fu la sesta gara della stagione 1957 del Campionato mondiale di Formula 1, disputata il 4 agosto al Nürburgring.
La corsa vide la vittoria di Juan Manuel Fangio su Maserati, in una da molti considerata come tra le più belle vittorie nella storia dell'automobilismo, nonché l'ultima in carriera per il pilota argentino.

## Qualifiche
| Pos | N° | Pilota                  | Auto              | Squadra                   | Tempo   | Distacco |
| --- | -- | ----------------------- | ----------------- | ------------------------- | ------- | -------- |
| 1   | 1  | Juan Manuel Fangio      | Maserati 250F     | Officine Alfieri Maserati | 9:25.6  | -        |
| 2   | 8  | Mike Hawthorn           | Ferrari 801       | Scuderia Ferrari          | 9:28.4  | +2.8     |
| 3   | 2  | Jean Behra              | Maserati 250F     | Officine Alfieri Maserati | 9:30.5  | +4.9     |
| 4   | 7  | Peter Collins           | Ferrari 801       | Scuderia Ferrari          | 9:34.7  | +9.1     |
| 5   | 11 | Tony Brooks             | Vanwall VW5       | Vandervell Products Ltd   | 9:36.1  | +10.5    |
| 6   | 3  | Harry Schell            | Maserati 250F     | Officine Alfieri Maserati | 9:39.2  | +13.6    |
| 7   | 10 | Stirling Moss           | Vanwall VW5       | Vandervell Products Ltd   | 9:41.2  | +15.6    |
| 8   | 6  | Luigi Musso             | Ferrari 801       | Scuderia Ferrari          | 9:43.1  | +17.5    |
| 9   | 12 | Stuart Lewis-Evans      | Vanwall VW5       | Vandervell Products Ltd   | 9:45.0  | +19.4    |
| 10  | 16 | Masten Gregory          | Maserati 250F     | Scuderia Centro Sud       | 9:51.5  | +25.9    |
| 11  | 17 | Hans Herrmann           | Maserati 250F     | Scuderia Centro Sud       | 10:00.0 | +34.4    |
| 12  | 21 | Edgar Barth             | Porsche 550RS     | Porsche KG                | 10:02.2 | +36.6    |
| 13  | 4  | Giorgio Scarlatti       | Maserati 250F     | Officine Alfieri Maserati | 10:04.9 | +39.3    |
| 14  | 23 | Roy Salvadori           | Cooper T43-Climax | Cooper Car Company        | 10:06.0 | +40.4    |
| 15  | 20 | Umberto Maglioli        | Porsche 550RS     | Porsche KG                | 10:08.9 | +43.3    |
| 16  | 15 | Bruce Halford           | Maserati 250F     | Privato                   | 10:14.5 | +48.9    |
| 17  | 28 | Brian Naylor            | Cooper T43-Climax | Privato                   | 10:15.0 | +49.4    |
| 18  | 24 | Jack Brabham            | Cooper T43-Climax | Cooper Car Company        | 10:18.8 | +53.2    |
| 19  | 19 | Horace Gould            | Maserati 250F     | H.H. Gould                | 10:20.8 | +55.2    |
| 20  | 27 | Carel Godin de Beaufort | Porsche 550RS     | Ecurie Maarsbergen        | 10:25.9 | +60.3    |
| 21  | 18 | Paco Godia              | Maserati 250F     | Officine Alfieri Maserati | 10:32.3 | +66.7    |
| 22  | 25 | Tony Marsh              | Cooper T43-Climax | Ridgeway Managements      | 10:48.2 | +82.6    |
| 23  | 26 | Paul England            | Cooper T41-Climax | Ridgeway Managements      | 11:08.4 | +102.8   |
| 24  | 29 | Dick Gibson             | Cooper T43-Climax | Privato                   | 11:46.4 | +140.8   |

## Gara

### Resoconto

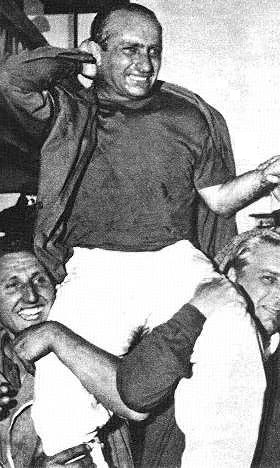
Fangio portato in trionfo al termine nella gara

Prima della gara Fangio prese nota dei livelli di carburante e delle gomme usate dai piloti Ferrari e capì che probabilmente avrebbero corso l'intera gara senza fare pit-stop. Decise così di usare gomme più morbide con metà serbatoio di benzina. Questo gli avrebbe permesso di affrontare le curve più velocemente, ma si sarebbe dovuto fermare per far rifornimento durante la corsa. Fangio si fermò al tredicesimo giro, in prima posizione, con 30 secondi di vantaggio su Hawthorn e Collins.
Il pit stop fu un disastro, con i meccanici in difficoltà nel cambio di una gomma. Fangio tornò in gara in terza posizione, 48 secondi dietro Collins, che al momento era secondo. Nei successivi 10 giri il pilota argentino batté il record sul giro 9 volte (di cui 7 volte in giri consecutivi). All'inizio del ventunesimo giro riuscì a superare Collins in rettilineo quando le vetture si presentarono sotto un ponte che permetteva a malapena il passaggio di due macchine affiancate. Al termine dello stesso giro Fangio, arrivando in una curva a sinistra, superò Hawthorn mettendo entrambe le ruote interne sull'erba. Mantenne la prima posizione e vinse la gara.
Dopo la gara Fangio disse: «Non ho mai corso così velocemente in tutta la mia vita, e penso che non sarò mai più in grado di farlo».
Per aumentare la partecipazione di concorrenti all'evento, gli organizzatori accettarono in gara anche vetture da Formula 2. Ai piloti in Formula 2 (mostrati in giallo nella tabella sottostante) non fu possibile far segnare punti nel campionato costruttori ed alcune fonti non considerano queste apparizioni tra le statistiche in carriera.

### Risultati
| Pos | N° | Pilota                  | Costruttore       | Giri | Tempo/Causa Ritiro | Pos Partenza | Punti |
| --- | -- | ----------------------- | ----------------- | ---- | ------------------ | ------------ | ----- |
| 1   | 1  | Juan Manuel Fangio      | Maserati 250F     | 22   | 3:30:38.3          | 1            | 9     |
| 2   | 8  | Mike Hawthorn           | Ferrari 801       | 22   | +3.6 secondi       | 2            | 6     |
| 3   | 7  | Peter Collins           | Ferrari 801       | 22   | +35.6 secondi      | 4            | 4     |
| 4   | 6  | Luigi Musso             | Ferrari 801       | 22   | +3:37.6            | 8            | 3     |
| 5   | 10 | Stirling Moss           | Vanwall VW5       | 22   | +4:37.2            | 7            | 2     |
| 6   | 2  | Jean Behra              | Maserati 250F     | 22   | +4:38.5            | 3            |       |
| 7   | 3  | Harry Schell            | Maserati 250F     | 22   | +6:47.5            | 6            |       |
| 8   | 16 | Masten Gregory          | Maserati 250F     | 21   | +1 Giro            | 10           |       |
| 9   | 11 | Tony Brooks             | Vanwall VW5       | 21   | +1 Giro            | 5            |       |
| 10  | 4  | Giorgio Scarlatti       | Maserati 250F     | 21   | +1 Giro            | 13           |       |
| 11  | 15 | Bruce Halford           | Maserati 250F     | 21   | +1 Giro            | 16           |       |
| 12  | 21 | Edgar Barth             | Porsche 550RS     | 21   | +1 Giro            | 12           |       |
| 13  | 28 | Brian Naylor            | Cooper T43-Climax | 20   | +2 Giri            | 17           |       |
| 14  | 27 | Carel Godin de Beaufort | Porsche 550RS     | 20   | +2 Giri            | 20           |       |
| 15  | 25 | Tony Marsh              | Cooper T43-Climax | 17   | +5 Giri            | 22           |       |
| Rit | 17 | Hans Herrmann           | Maserati 250F     | 14   | Telaio             | 11           |       |
| Rit | 20 | Umberto Maglioli        | Porsche 550RS     | 13   | Motore             | 15           |       |
| Rit | 23 | Roy Salvadori           | Cooper T43-Climax | 11   | Sospensioni        | 14           |       |
| Rit | 18 | Paco Godia              | Maserati 250F     | 11   | Sterzo             | 21           |       |
| Rit | 12 | Stuart Lewis-Evans      | Vanwall VW5       | 10   | Cambio             | 9            |       |
| Rit | 24 | Jack Brabham            | Cooper T43-Climax | 6    | Trasmissione       | 18           |       |
| Rit | 26 | Paul England            | Cooper T41-Climax | 4    | Distribuzione      | 23           |       |
| Rit | 29 | Dick Gibson             | Cooper T43-Climax | 3    | Sterzo             | 24           |       |
| Rit | 19 | Horace Gould            | Maserati 250F     | 2    | Asse               | 19           |       |

## Statistiche

### Piloti
- 5º e ultimo titolo Mondiale per Juan Manuel Fangio
- 24ª e ultima vittoria per Juan Manuel Fangio
- 1º Gran Premio per Dick Gibson, Tony Marsh, Brian Naylor e Carel Godin de Beaufort
- 1° e unico Gran Premio per Paul England
- Ultimo Gran Premio per Umberto Maglioli

### Costruttori
- 9ª e ultima vittoria per la Maserati
- 1º Gran Premio per la Porsche

### Motori
- 9° vittoria per il motore Maserati
- 1º Gran Premio per il motore Porsche

### Giri al comando
- Mike Hawthorn (1-2, 15-20)
- Juan Manuel Fangio (3-11, 21-22)
- Peter Collins (12-14)

## Classifica Mondiale
| Pos | Pilota                | Punti |
| --- | --------------------- | ----- |
| 1   | Juan Manuel Fangio    | 34    |
| 2   | Luigi Musso           | 16    |
| 3   | Mike Hawthorn         | 13    |
| 4   | Tony Brooks           | 10    |
| 5   | Sam Hanks             | 8     |
|     | Stirling Moss         | 8     |
|     | Peter Collins         | 8     |
| 8   | Jim Rathmann          | 7     |
| 9   | Jean Behra            | 6     |
| 10  | Harry Schell          | 5     |
|     | Maurice Trintignant   | 5     |
| 12  | Jimmy Bryan           | 4     |
|     | Carlos Menditeguy     | 4     |
|     | Masten Gregory        | 4     |
| 15  | Paul Russo            | 3     |
|     | Stuart Lewis-Evans    | 3     |
| 17  | Andy Linden           | 2     |
|     | Roy Salvadori         | 2     |
| 19  | José Froilán González | 1     |
|     | Alfonso de Portago    | 1     |